# Cross Wars
Cross Wars es una película estadounidense de acción y fantasía de 2017, dirigida por Patrick Durham, que a su vez la escribió junto a Jonathan Sachar, musicalizada por Songhammer, en la fotografía estuvo Morgan Schmidt y los protagonistas son Brian Austin Green, Vinnie Jones y Danny Trejo, entre otros. El filme fue producido por Morningstar Films y Four Horsemen Films; se estrenó el 7 de febrero de 2017.

## Sinopsis
Este largometraje trata acerca de Callan, que junto a su equipo se dirigen a la ciudad de Los Ángeles para enfrentar a los criminales, y al peligroso Gunnar.